# Choroba Picka
Choroba Picka (ang. Pick′s disease, PiD) – rzadka choroba neurodegeneracyjna należąca do grupy tauopatii, jeden z podtypów otępienia czołowo-skroniowego (FTD). We współczesnym rozumieniu termin choroby Picka odnosi się do przypadków ze stwierdzonymi charakterystycznymi zmianami neuropatologicznymi (srebrochłonne wtręty w neuronach korowych, tzw. ciała Picka) oraz achromatyczne balonowate neurony (komórki Picka).

## Historia
Choroba nazwana została na cześć Arnolda Picka, który opisał ją w pracy z 1892 roku. W kolejnych latach przedstawił kilka kolejnych przypadków tej choroby. Obraz neuropatologiczny przedstawił Alois Alzheimer w 1911 roku. Eponimiczną nazwę choroby Picka wprowadzili Onari Kimura i Hugo Spatz w 1926 roku.

## Objawy
- zaburzenia emocjonalne
- zaburzenia zachowania (odhamowanie, drażliwość, labilność emocjonalna, zachowania utylizacyjne, stereotypie, rzadziej zespół apatyczno-abuliczny)
- zmienne objawy neurologiczne (w fazie pośredniej) - objawy deliberacyjne, nietrzymanie moczu i stolca, sztywność, drżenie
- deficyt pamięci i innych funkcji poznawczych (w pełni rozwiniętej chorobie) - zaburzenia językowe, funkcji wykonawczych, abstrahowania i planowania, funkcji wzrokowo-przestrzennych i ruchowych
- dysregulacja układu autonomicznego[2]

## Neuropatologia
Badanie makroskopowe wykazuje zanik płata czołowego lub czołowego i skroniowego. Charakterystyczne jest zaoszczędzenie 2/3 tylnych zakrętu skroniowego górnego. Opisywano zajęcie jąder kresomózgowia, zaniki i zblednięcie istoty czarnej (objawy parkinsonowskie).
Mikroskopowo występuje zanik neuronów, zwłaszcza w warstwach II, III, V kory mózgu lub III, V i VI oraz glejoza włóknista, rozciągająca się także na istotę białą. Obserwuje się achromatyczne, balonowate neurony (komórki Picka). Ponadto obserwuje się zmiany włókienkowe typu Alzheimera NFT - ich liczba jest znacznie mniejsza niż w przypadku choroby Alzheimera.

## Klasyfikacja ICD10
| kod ICD10     | nazwa choroby |
| ------------- | ------------- |
| ICD-10: G31.0 | Choroba Picka |
| ICD-10: F02.0 |               |